# Efectos secundarios
Efectos secundarios és una comèdia dramàtica de sàtira del 2006 dirigida per Issa López, l'opera prima de la directora. La pel·lícula és protagonitzada per Marina de Tavira, Alejandra Gollás, Arturo Barba i Pedro Izquierdo. Va ser llançat originalment als cinemes de Mèxic l'1 de setembre del 2006.

## Sinopsi
Marina, Adan, Mimí i Ignacio es van conèixer a l’institut. Marina es va enamorar d'Ignacio quan es va graduar, després que la tragués d'una piscina i li donés reanimació boca a boca, cosa que va interpretar com un petó. Durant la graduació també, Adan, com a broma torcida, va trencar el turmell de Mimi, cosa que va provocar que es perdés el seu debut en una famosa telenovel·la. Ara dotze anys després, Marina és una escultora que no pot acabar la seva darrera obra. Adan és un alcohòlic, addicte al sexe en recuperació. Mimi treballa en un programa infantil fent el paper d’un borinot i Ignacio és un analista de riscos per a una companyia d’assegurances, obsessionat per la mort de la seva xicota 8 anys abans.
Tots assisteixen a una festa de reunió de l’institut per diferents motius. Marina vol esbrinar si Ignacio sent alguna cosa per ella, Adán vol recuperar la seva antiga relació amb la seva ex "La Chule", Mimi es va veure obligada a assistir per la seva mare prepotent una altra vegada a la vigília d'una gran audició i Ignacio va a veure a Mimi, la seva cosina. Durant la reunió, Adan empeny accidentalment Mimi trencant-li el turmell una vegada més i perdent el mòbil; Mimi jura venjança contra Adan. Ignacio i Marina es coneixen, i Ignacio revela que mai no li va agradar; en aquest moment, Marina és atropellada per un cotxe al mateix lloc on era la xicota d'Ignacio. Més tard a l’hospital, Marina accepta ajudar a Ignacio a trobar el conductor si accepta sortir amb ella, i accepta a contracor. Mimi, que ha perdut una vegada més una audició important, ha renunciat i ha acceptat la seva vida, però la seva mare obliga al productor a fer-li una audició durant la qual és interrompuda per Adan i la neboda de la seva xicota, que immediatament crida l'atenció dels productors i és escollida en lloc de Mimi.. Mimi decideix venjar-se després que Adan arribi al punt de tornar a consumir heroïna i alcohol. Mentrestant, Ignacio troba el camioner, després de parlar amb ell passa de l'odi a la compassió, s'adona que estima la Marina i va a veure-la. Mentre es besen, ella observa cremades a les mans i li pregunta sobre elles; ell respon que durant la graduació, ell i els seus amics estaven fent una foguera a prop de la piscina i es va cremar quan va posar el braç a l'aigua per apagar les flames. Marina s'enfada per això, creia que Ignacio l'havia salvat perquè l'estimava. Marina s'enfonsa buscant a Adan només per trobar-lo borratxo a l'escola intentant evitar que Mimi es suïcidi; després que aparegui Ignacio, Adan i Ignacio es barallen, cosa que deixa a Ignacio inconscient i a la piscina. Marina no vol perdre l’Ignacio salta a la piscina i el rescata.
- Marina de Tavira	...	Marina
- Alejandra Gollás	...	Mimí
- Arturo Barba	...	Adán
- Pedro Izquierdo	...	Ignacio

## Nominacions
En la XLIX edició dels Premis Ariel va rebre dues nominacions, a la millor coactuació femenina i millors efectes especials.